# Detlef Günther
Pour les articles homonymes, voir Günther.
Dettlef Günther ou Detlef Günther, né le 27 août 1954, est un ancien lugeur est-allemand (aujourd'hui allemand). Il a pratiqué ce sport au plus haut niveau durant les années 1970. Au cours de sa carrière, il a notamment remporté un titre olympique en individuel en 1976 à Innsbruck ainsi qu'un titre de champion du monde en individuel en 1979 à Königssee.

## Palmarès
| Compétitions / Année    | Compétitions / Année | 1975 | 1976 | 1977 | 1978 | 1979 |
| ----------------------- | -------------------- | ---- | ---- | ---- | ---- | ---- |
| Jeux Olympiques d'hiver | Individuel           |      | 1er  |      |      |      |
| Jeux Olympiques d'hiver | Double               |      |      |      |      |      |
| Championnats du monde   | Individuel           |      |      |      |      | 1er  |
| Championnats du monde   | Double               |      |      |      |      |      |